# Acanthomyrmex thailandensis
Acanthomyrmex thailandensis (лат.) — вид муравьёв (Formicidae) рода Acanthomyrmex из подсемейства Myrmicinae. Встречаются в Юго-Восточной Азии: Таиланд (провинция Чиангмай).

## Описание
Мелкие муравьи (рабочие 3,5 мм; солдаты, 5,5 мм; матка 6 мм) с большеголовыми солдатами (крупными рабочими). Тело красновато-коричневое. От близких видов отличается следующими признаками: у солдат дорсум головы практически свободен от скульптуры, гладкий и блестящий; петиоль мелких рабочих без дл инных шипиков; первый брюшной тергит с примерно 10 относительно короткими прямыми волосками, встречающимися только в передней половине сегмента; боковые и дорсальные поверхности бёдер лишены волосков; тело красновато-коричневое (более яркое чем у A. malikuli, у котрого также первый брюшной тергит без очень коротких прижатых волосков; дорсальные и латеральные поверхности бёдер с прямыми волосками). Усики 12-члениковые, булава состоит из 3 сегментов. Вид был впервые описан в 1995 году японским мирмекологом Мамору Тераямой (University of Tokio, Токио, Япония) и включён в состав видовой группы luciolae.